# Kamtchadales
Cet article concerne le peuple kamchadale. Pour la langue kamtchadale, voir Kamtchadale.
Les Kamtchadales sont les membres d'un peuple originaire de la péninsule du Kamtchatka, dans l'Extrême-Orient russe.
L'origine des Kamtchadales est complexe. C’est essentiellement l’ouvrage Histoire et description du Kamtchatka de Stepan Kracheninnikov, un des membres de la deuxième expédition du Kamtchatka ordonnée par la tsar Pierre le Grand et conduite par Vitus Béring, qui a fait connaître ce peuple. Cependant, les Kamtchadales décrits par Kracheninnikov sont surtout des Itelmènes auxquels les colons russes, arrivés au XVIIe siècle, ont donné le nom de kamtchadaly, littéralement : « habitants du Kamtchatka ».
Les descendants de ces colons — métis issus des unions avec les femmes indigènes — forment au cours des siècles suivants un groupe « ethnique » à part, lequel, pour se distinguer des Itelmènes, des Koriaks et des autres peuples de la péninsule, s'est approprié l’ethnonyme « Kamtchadales ». Comme la plupart d’entre eux, ils continuent à mener un mode de vie basé sur l'utilisation des ressources renouvelables. Ils revendiquent, à l’avènement de la perestroïka, leur « autochtonie » pour jouir des mêmes droits sur les quotas de pêche que les Itelmènes. C’est ainsi que, le 24 mars 2000, les Kamtchadales sont parvenus à se faire reconnaître en tant que groupe ethnique et que leur nom a été ajouté à la liste des « minorités du Grand Nord », qui comprend désormais 40 peuples.